# 토트 보드

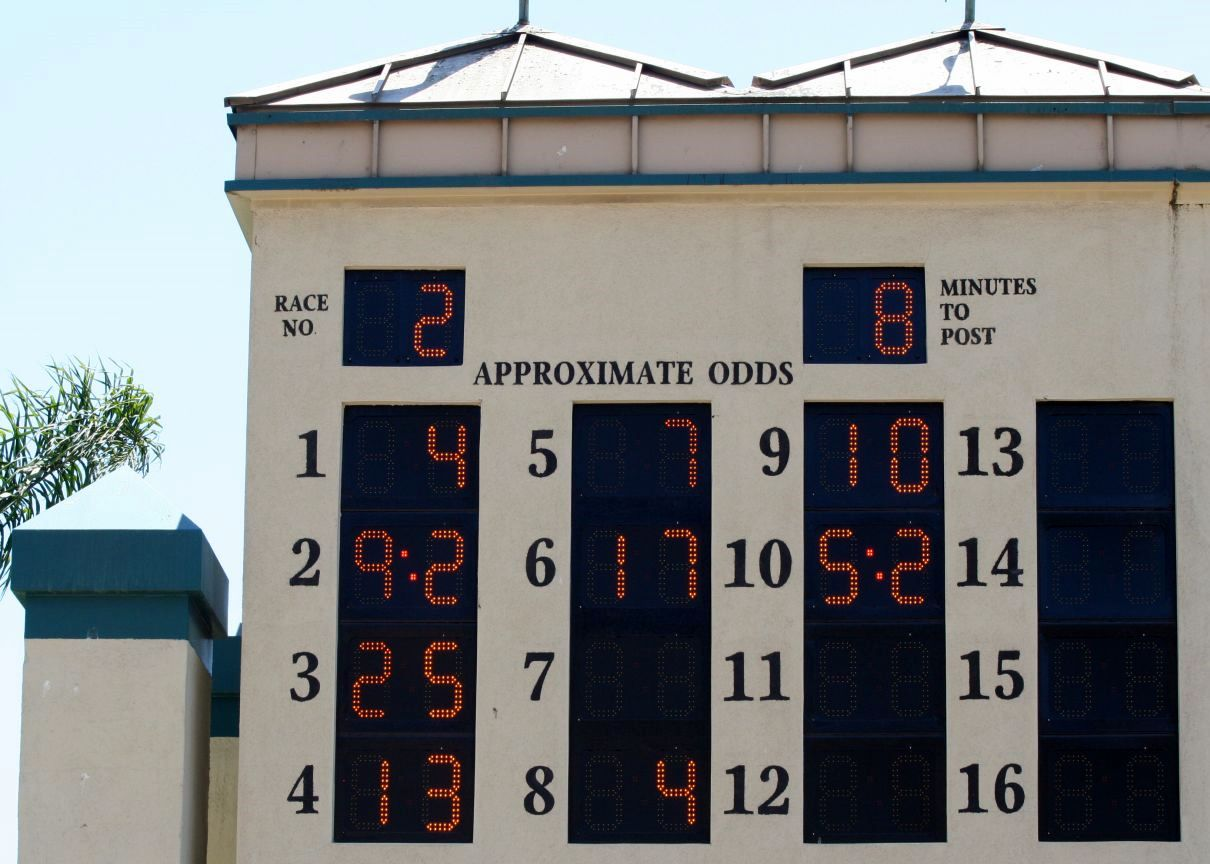
캘리포니아주 할리우드파크의 토트 보드

토트 보드(tote board) 또는 토틀리제이터(totalisator/totalizator)는 북메이커 시스템과는 대조적인 것으로서, 1860년대에 프랑스에서 처음 시도되었었다. 프랑스에서는 파리 뮈튀엘(Pari mutuel)이라고 말하는데 참가하는 사람들이 패를 갈라 승부를 겨루고 이긴 사람, 즉 적중한 사람들이 일정한 규칙에 의해서 진 사람들이 걸어놓은 돈을 공평하게 분배한다는 것이 이 시스템의 근본적인 방법이다. 경마·경륜(競輪) 등의 주최자는 운영자이고, 걸어놓은 돈은 계산 뒤이기는 하지만 북메이커와 같이 내기의 대상은 결코 아니다.토틀리제이터 시스템을 오늘날에 생각해 본다면 아무것도 아닌 제도인 것처럼 생각되지만 이 시스템의 발명은 북메이커의 발상(發祥)보다는 스포츠를 대상으로 하는 내기(노름)의 발전에 커다란 공헌을 한 것으로서 갬블 사상(史上) 특기할 만한 일이다. 실제로 세계 각국이 각종의 스포츠 노름을 공인한 것은 토틀리제이터 시스템이 보급된 19세기 말부터 20세기에 걸쳐서 이루어지고 있다.